# Włodzimierz Mazur
Pour les articles homonymes, voir Mazur.
Włodzimierz Mazur, né le 14 avril 1954 à Opatów et mort le 1er décembre 1988, est un joueur de football polonais qui évoluait sur les terrains au poste d'attaquant.

## Carrière
Włodzimierz Mazur fait ses débuts professionnels avec le Zagłębie Sosnowiec en 1973. Trois ans plus tard, ses performances lui valent d'être sélectionné en équipe de Pologne, avec laquelle il fait ses débuts le 31 octobre 1976 pour un match de qualification à la Coupe du monde face à Chypre. Face à ces mêmes Chypriotes, Mazur marque son premier but international quelques mois plus tard, le 15 mai 1977.
Avec Sosnowiec, Mazur enrichit son palmarès. Sacré meilleur buteur du championnat de Pologne en 1977, il remporte la coupe nationale à deux reprises, en 1977 et 1978. À l'issue de la saison 1977-1978, Mazur est retenu dans l'équipe polonaise qui dispute la coupe du monde en Argentine. Il n'y disputera qu'un match, en tant que remplaçant.
Cinq ans plus tard, et après près de 300 matchs disputés avec Sosnowiec, Mazur s'exile, et rejoint la France. Il est recruté par le Stade rennais FC, qui vient de remonter en Division 1. Il n'y réalise qu'une saison moyenne, marquée par 24 matchs dont 22 titularisations, et son équipe redescend immédiatement à l'étage inférieur. Resté en Bretagne, il ne disputera que quatre bouts de matchs de championnat la saison suivante, puis retourne à Sosnowiec pour y terminer sa carrière professionnelle.
Après une dernière pige au Górnik Wojkowice, il meurt le 1er décembre 1988, à seulement 34 ans.

## Palmarès
- 1977 et 1978 : Vainqueur de la Coupe de Pologne avec Sosnowiec
- 1977 : Meilleur buteur du Championnat de Pologne avec Sosnowiec

## Buts internationaux
|    | Date          | Lieu             | Adversaire | Resultat | Competition                        |
| -- | ------------- | ---------------- | ---------- | -------- | ---------------------------------- |
| 1. | 15 mai 1977   | Limassol, Chypre | Chypre     | 3-1      | Qualifications Coupe du monde 1978 |
| 2. | 12 avril 1978 | Łódź, Pologne    | Irlande    | 3-0      | Match amical                       |
| 3. | 2 mai 1979    | Chorzów, Pologne | Pays-Bas   | 2-0      | Qualifications Euro 1980           |